# Civiltà Chimú

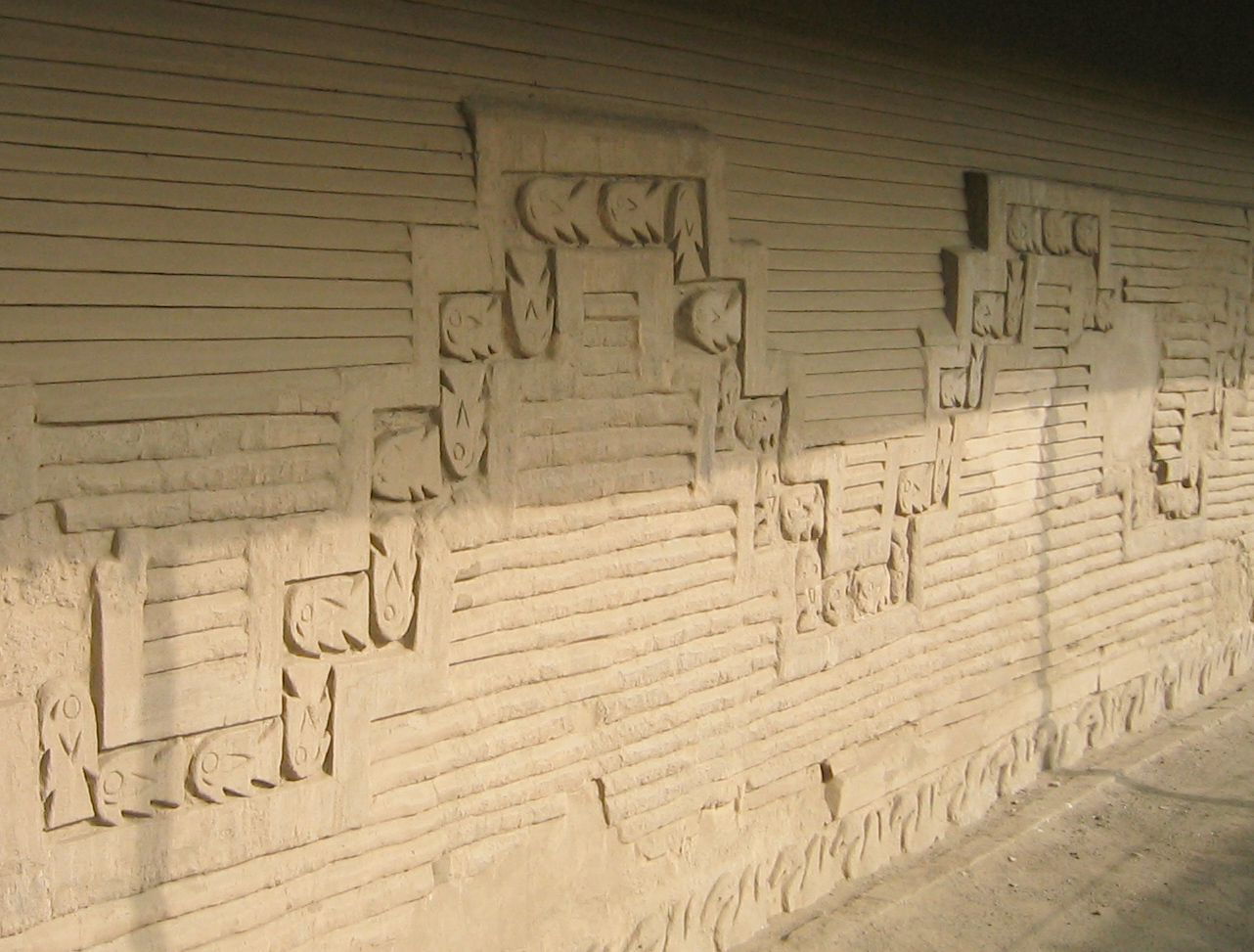
Decorazione muraria ritrovata presso il complesso di Tschudi, a Chan Chan

Area di sviluppo della Cultura Chimù

I Chimú erano i residenti del Regno di Chimon (noto anche come Chimor) con capitale a Chan Chan nella valle Moche del Perù. Il Chimor fu conquistato dall'Impero Inca 50 anni prima dell'arrivo dei Conquistadores, così i cronisti spagnoli poterono raccogliere molte testimonianze sulla vita quotidiana di quelle genti prima della conquista Inca da parte di Tupac Inca Yupanqui. 
La capitale Chan Chan era in realtà un insieme di dieci cittadelle dedicate ad altrettanti sovrani della dinastia. Le pareti degli edifici erano decorate con rilievi di argilla, con motivi floreali, zoomorfi o mitologici. La città non fu mai completata interamente a causa della conquista inca.
Il Chimor aveva avuto origine dai resti delle civiltà Moche; inizialmente, infatti, la ceramica Chimú richiamava quella Moche.
I Chimú sono conosciuti soprattutto per la loro particolare ceramica monocromatica e la raffinata lavorazione del rame, dell'oro, dell'argento e del tumbago (lega di rame ed oro). La ceramica spesso ha la forma di qualche creatura, oppure sembianze umane in piedi o sedute su una bottiglia cuboide, senza trascurare le armature, delle collane e delle placche pettorali. Il nero finale scintillante della maggior parte della ceramica Chimú non è realizzato usando glasse ma cuocendo i manufatti ad altissime temperature in un forno chiuso che impedisce all'ossigeno di reagire con la ceramica. Molto varie furono le forme del vasellame, anche se diffusa fu la produzione di recipienti globulari con l'imboccatura a sezione quadra e la raffigurazione di umani e animali, di vasi a staffa e di vasi a fischietto costituiti da due corpi comunicanti grazie ad un tubo. Producevano anche singolari maschere funerarie d'oro, che venivano collocate direttamente sul volto del defunto.
L'attività tessile ricevette un grande sostegno, come evidenziarono i vestiti di cotone ritrovati nelle tombe impreziositi da decorazioni impresse oppure intessute, oltre ai veli, ai broccati e ai tessuti damascati. Di notevole pregio apparvero i mosaici di piume colorate utilizzati per ornamenti cerimoniali.
I Chimú si contraddistinsero per la costruzione di duplici centri: i primi vennero utilizzati come città strategiche e militari e si caratterizzarono per le fortificazioni, mentre i secondi ricoprivano il ruolo di città cerimoniali costituite da grandi quartieri comprendenti case, piramidi, cimiteri e magazzini, separati l'uno con l'altro da giardini e da mura alte anche dodici metri. Grande importanza assunsero anche le opere di irrigazione atte a rifornire sia le case sia le terrazze agricole, idearono un sistema di acquedotti che connetteva la città con i fiumi nelle vicinanze.
Il linguaggio pre-colombiano utilizzato era il Quingnam, che si estinse in breve tempo dopo il contatto con gli spagnoli. 
Le attività primarie furono quella metallurgica, quella artigianale e la pesca che era effettuata con robuste imbarcazioni di giunchi. Dal punto di vista geografico il territorio Chimú, quasi totalmente desertico, si distingueva per la presenza di oasi dove si praticava l'agricoltura intensiva. L'agricoltura intensiva produsse soprattutto patate, papaya e cotone. Le opere idrauliche e le tecniche agricole utilizzate fanno pensare che questo popolo avesse delle eccedenze di produzione che probabilmente venivano esportate. Il territorio Chimù si estendeva circa 1.300 chilometri. 
La pratica religiosa era basata sull'arcaico culto della luna, divinità controllante i fenomeni atmosferici. Durante i cerimoniali venivano offerti quantitativi di frutta e prosperò l'usanza dei sacrifici animali e umani. Il sole fu associato con particolari pietre chiamate alaec-pong, rappresentanti sia i figli della divinità sia gli antichi antenati e lo stesso mare assurse al ruolo di importante divinità protettrice della navigazione.
La costellazione delle Pleiadi veniva utilizzata per organizzare il calendario e lo scorrere del tempo.
Un gruppo di archeologi ha trovato i resti di 140 bambini e circa 200 lama, parte di un sacrificio di massa di una cerimonia religiosa. Il rito, avvenuto circa 550 anni fa, mirava a invocare la fertilità della terra e del mare o la clemenza dopo una grande inondazione da alluvione. Si tratta della più importante scoperta correlata ai riti sacrificali di questa civiltà. 
I Conquistadores spagnoli saccheggiarono molte tombe di sovrani Chimú, fondendo gli oggetti che avevano rubato. Per questo si sono salvati pochi oggetti, oggi esposti al Museo de Oro di Lima (Perù).